# Robert D. Ray
Robert Dolph Ray (Des Moines, 26 settembre 1928 – Des Moines, 8 luglio 2018) è stato un politico e avvocato statunitense, Governatore dell'Iowa dal 1969 al 1983.